# Chrysiptera sheila
Chrysiptera sheila là một loài cá biển thuộc chi Chrysiptera trong họ Cá thia. Loài này được mô tả lần đầu tiên vào năm 1994.

## Từ nguyên
Từ định danh sheila được đặt tên của Sheila McLeish, người cùng với chồng là Ian McLeish (làm việc tại Văn phòng Cố vấn Bảo tồn và Môi trường Oman) đã giúp tác giả John E. Randall thu thập một số mẫu vật của loài cá này và hỗ trợ công tác hậu cần.

## Phạm vi phân bố và môi trường sống
C. sheila được tìm thấy tại bờ biển Ả Rập thuộc Oman và trải dài ngược lên vịnh Oman (đến thủ đô Muscat). Loài này sống gần bờ đá, phổ biến hơn ở các hồ thủy triều.

## Mô tả
Chiều dài lớn nhất được ghi nhận ở C. sheila là 10,3 cm. C. sheila nhiều khả năng có mối quan hệ họ hàng gần với Chrysiptera unimaculata.
Số gai ở vây lưng: 13; Số tia vây ở vây lưng: 12–14; Số gai ở vây hậu môn: 2; Số tia vây ở vây hậu môn: 12–13; Số gai ở vây bụng: 1; Số tia vây ở vây bụng: 5.

## Sinh thái học
Cá đực có tập tính bảo vệ và chăm sóc trứng; trứng bám chặt vào nền tổ.